# Bronisław Jakesch

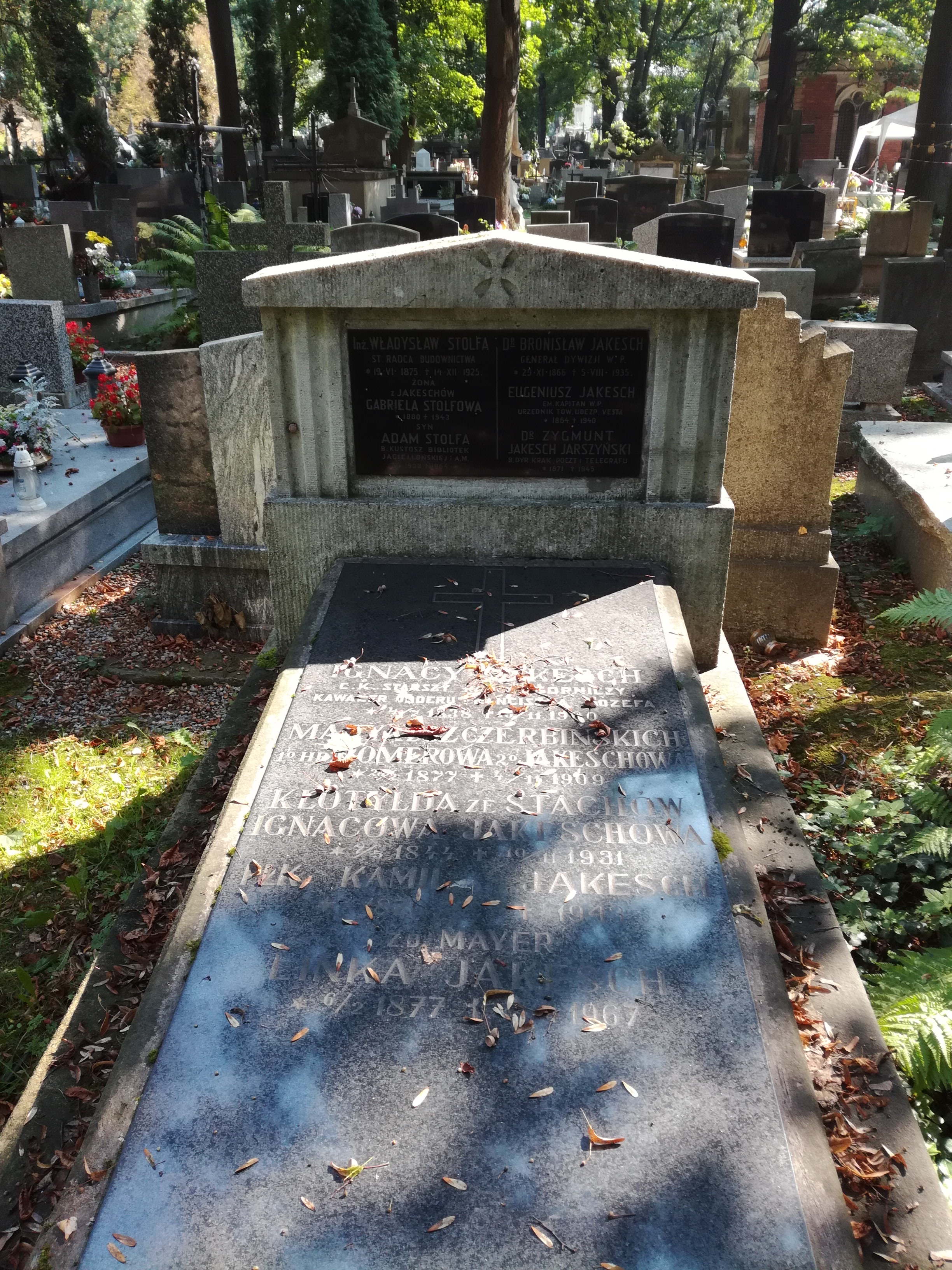
Grób gen. Bronisława Jakescha na cmentarzu Rakowickim

Bronisław Jan Wacław Jakesch (ur. 29 listopada 1866 w Lacku, zm. 5 sierpnia 1935 w Krakowie) – tytularny generał dywizji Wojska Polskiego, doktor wszech nauk lekarskich.

## Życiorys
Urodził się 29 listopada 1866 we wsi Lacko, w powiecie dobromilskim, w rodzinie Ignacego i Klotyldy ze Stachów. Po uzyskaniu matury w 1886 studiował na Wydziale Lekarskim Uniwersytetu Jagiellońskiego jako stypendysta Ministerstwa Wojny w Wiedniu. W 1890 odbył jednoroczną służbę wojskową w 57 Galicyjskim Pułku Piechoty w Tarnowie. W latach 1894–1918 jako lekarz pełnił zawodową służbę wojskową w c. i k. Armii. 1 maja 1904 został przeniesiony do 12 Morawsko-śląskiego Pułku Dragonów w Krakowie na stanowisko naczelnego lekarza pułku. 1 maja 1912 został przydzielony do c. i k. Komendy 1 Korpusu w Krakowie na stanowisko zastępcy szefa sanitarnego. Od 1 sierpnia 1914 do 30 października 1918 pełnił służbę w c. i k. Komendzie Wojskowej w Krakowie na stanowisku zastępcy szefa sanitarnego.
Od 31 października 1918 zajmował stanowisko zastępcy szefa sanitarnego Dowództwa Okręgu Generalnego Kraków. Z dniem 8 stycznia został przydzielony służbowo do Departamentu Sanitarnego Ministerstwa Spraw Wojskowych w Warszawie. 30 stycznia 1919 przyjęty został do Wojska Polskiego, z zatwierdzeniem posiadanego stopnia podpułkownika ze starszeństwem z dniem 1 maja 1917. 8 maja 1919 został zatwierdzony z dniem 19 stycznia 1919 na stanowisku pomocnika szefa Dep. San. MSWojsk. 29 maja 1920 został zatwierdzony z dniem 1 kwietnia 1920 w stopniu pułkownika, w Korpusie Lekarskim, w grupie oficerów byłej armii austro-węgierskiej. 1 września 1921 został wyznaczony na stanowisko inspektora zakładów sanitarnych. 15 grudnia tego roku przydzielony do Wojskowego Instytutu Sanitarnego w Warszawie na etatowe stanowisko inspektora zakładów sanitarnych. W marcu 1922 Naczelnik Państwa zatrzymał do w służbie zawodowej pomimo przekroczenia ustawowej granicy wieku 50 lat dla pułkowników i zezwolił na umieszczenie go na liście oficerów zawodowych. 3 maja 1922 został zweryfikowany w stopniu pułkownika ze starszeństwem od 1 czerwca 1919 i 1. lokatą w korpusie oficerów sanitarnych, lekarzy. 7 lutego 1924 został przeniesiony ewidencyjnie z 5 batalionu sanitarnego w Krakowie do 1 batalionu sanitarnego w Warszawie z równoczesnym przydziałem na stanowisko szefa Wojskowego Instytutu Sanitarnego. 31 marca 1924 prezydent RP nadał mu stopień generała brygady ze starszeństwem z dnia 1 lipca 1923 i 1. lokatą. 1 października 1925 został komendantem Oficerskiej Szkoły Sanitarnej. 23 października 1925 został przydzielony do dyspozycji ministra spraw wojskowych. 11 stycznia 1926 prezydent RP nadał mu z dniem 28 lutego 1926 stopień generała dywizji, wyłącznie z prawem do tytułu, a minister spraw wojskowych przeniósł go w stan spoczynku z dniem 28 lutego 1926. Zmarł 5 sierpnia 1935 w Krakowie. Pochowany w rodzinnym grobie na cmentarzu Rakowickim (kwatera N). Nie był żonaty.

## Awanse
- podporucznik (Assistenzarzt) 1894
- porucznik (Oberarzt) 1896
- kapitan (Regimentsarzt) 1899
- major (Stabsarzt) 1912
- starszy lekarz sztabowy 2 klasy (niem. Oberstabsartzt 2 Klasse) 1 maja 1917[16]

## Ordery i odznaczenia
- Złoty Krzyż Zasługi – 29 kwietnia 1925 „za zasługi położone dla armii na polu służby zdrowia””[17][18]
- Krzyż Rycerski Orderu Franciszka Józefa z dekoracją wojenną[16]